# Župna crkva sv. Ivana apostola i evanđelista u Cerju
Župna crkva sv. Ivana apostola i evanđelista katolička je crkva koja se nalazi u gradskoj četvrti Sesvete u zagrebačkom naselju Cerje. Crkva je sagrađena i blagoslovljena 1764. godine. Veliko obnavljanje crkve trajalo je od 1998. do 2002. godine. U potresu koji je pogodio Zagreb 22. ožujka 2020. godine nastala su manja oštećenja na zidovima župne crkve.
Crkva je i zaštićeno kulturno dobro Republike Hrvatske.

## Povijest i arhitektura
Župnik Nikola Žugičić dao je, u vrijeme biskupa Franje Thausszyja i uz njegovu pomoć, umjesto dotadašnje drvene crkve sagraditi zidanu crkvu. Biskup je darovao sredstva za izgradnju glavnog oltara.
Crkva je orijentirana u smjeru sjever-jug i ima oblik paralelograma. Crkva je jednobrodna barokna građevina sa zaobljenom apsidom prezbiterija. Sakristija je nalazi na istočnoj strani, a maleni je zvonik smješten u ravnini iznad glavnog pročelja.  Zvonik je natkriven piramidalnim krovićem.
Prezbiterij i lađa su natkriveni baldahinskim svodom koji se oslanja na pilastre profiliranih kapitela. Uži i niži prezbiterije je od lađe odvojen konkavnim svođenim slavolukom. Iznad sakristije se nalazi oratorij koji se sada koristi kao spremište crkvenog ruha i suđa, a s njega se prilazi i na propovjedaonicu.
Vanjske mjere crkve su (zidovi su debeli cca 1 m): dužina: 25 m, širina lađe 11 m, visina crkve – sljeme krova je 17 m, širina svetišta 9 m, dužina svetišta 10 m. Od zemlje do vrha zvonika je 25 m.
U crkvi se ističe i bočni oltar posvećen Blaženoj Djevici Mariji. Oltar je drven, pozlaćen i mramoriziran. U središtu oltara nalazi se slika Bogorodice s Djetetom.   

## Galerija
- Pogled na crkvu s livade koja se nalazi ispred
- Prednje pročelje
- Stražnje strana crkve
- Pogled na prezbiterij s ulaza, na lijevoj se strani nalazi oltar posvećen Blaženoj Djevici Mariji
- Unutrašnjost crkve
- Unutrašnjost crkve
- Unutrašnjost crkve
- Glavni oltar, dar biskupa Franje Thausszyja